# Analisi dei gas svolti
L'analisi dei gas svolti (EGA, dall'inglese evolved gas analysis) è essenzialmente una tecnica ifenata di analisi che accoppia l'analisi termica con altre metodiche strumentali quali la spettrometria di massa (MS) o la spettroscopia in trasformata di Fourier (FTIR).
I gas prodotti durante l'analisi termogravimetrica, l'analisi termica differenziale o la calorimetria differenziale a scansione possono essere identificati e quantificati in modo altemente selettivo tramite la spettrometria di massa, la spettrometria di massa tandem (MS-MS), la GC-MS o la spettroscopia infrarossa a trasformata di Fourier (FTIR).
In seguito a decomposizione vengono comunemente prodotte molecole gassose quali H2, H2O, CO2, CO, HCl, ecc. I rivelatori MS o FTIR consentono l'analisi real-time di tali specie chimiche o in alternativa, usando apposite trappole, è possibile raccogliere i gas svolti e analizzarli successivamente. La strumentazione FTIR è meno sensibile e versatile rispetto alla spettrometria di massa, ma d'altro canto è meno complessa e più economica.
L'analisi dei gas svolti trova vari utilizzi, tra cui quello nella caratterizzazione dei materiali, l'analisi dei polimeri, la caratterizzazione degli scisti bituminosi, e nello studio delle ossidoriduzioni e dei catalizzatori.